# Dichelacera caloptera
Dichelacera caloptera är en tvåvingeart som beskrevs av James Stewart Hine 1920. Dichelacera caloptera ingår i släktet Dichelacera och familjen bromsar.
Artens utbredningsområde är Colombia. Inga underarter finns listade i Catalogue of Life.